# ハイパーダブ
ハイパーダブ (Hyperdub) は、イギリス・ロンドンのインディペンデント・レコードレーベル。DJのKode9が主宰しており、ダブステップの楽曲を中心にリリースしている。
ダブステップのシーンを黎明期から盛り上げてきた代表的なレーベルであり、ダブステップを代表するアーティストのブリアル、主宰のKode9、日本人のQuarta330やKing Midas Soundでボーカルを務めているKiki Hitomiなどの作品をリリースしている。

## 概要

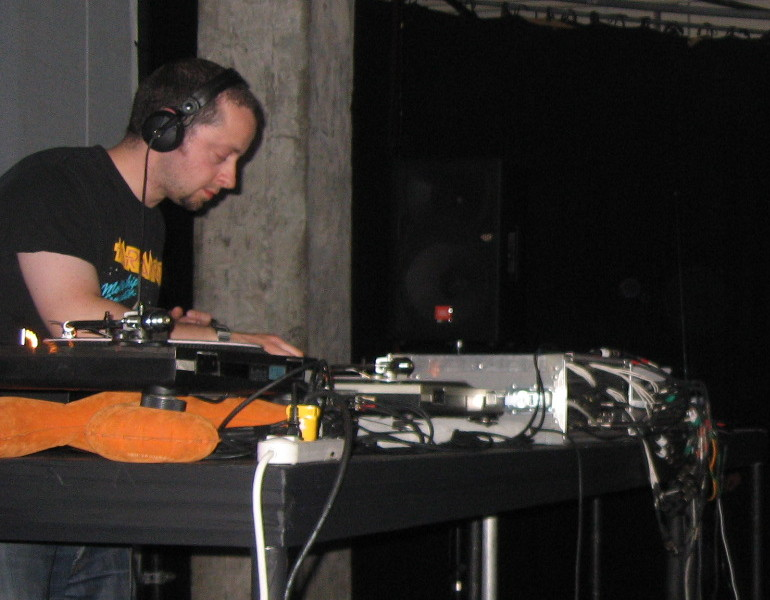
レーベル主宰者のKode9

Kode9が2000年にウェブマガジンHyperdubを立ち上げ、UKダンスミュージックの先進性と理論的な文章を融合させたサイトを立ち上げる。2004年にレーベルが設立され、最初のリリースとしてKode9とThe Spaceapeのコラボレーション「Sine of the Dub」が発表された。その後のリリースでは、イギリスの初期ダブステップ・シーンにおいて地位を確立し、Burialのセルフタイトルのデビュー・アルバムはThe Wire誌で2006年のナンバーワン・アルバムに選ばれている。

## 主なアーティスト
過去のアーティストを含む
- The Bug
- Babyfather
- Burial - ブリアル
- Darkstar - ダークスター
- Dean Blunt
- DJ Rashad - DJラシャド
- doon kanda
- Fhloston Paradigm
- Fatima Al Qadiri
- Hype Williams
- Ikonika
- Jessy Lanza
- Joker
- Kode9 - コード9
- King Midas Sound
- Klein

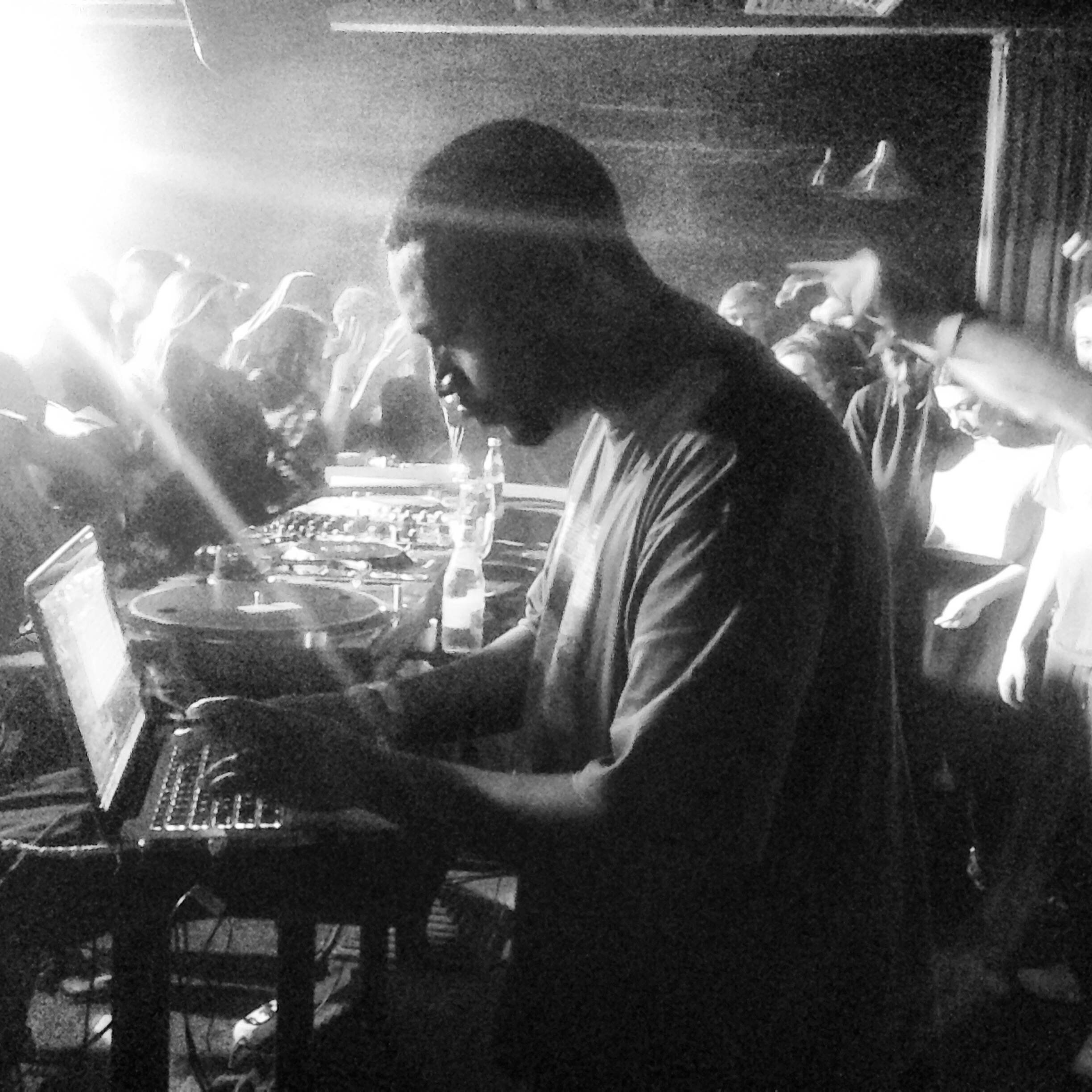
DJ Rashad

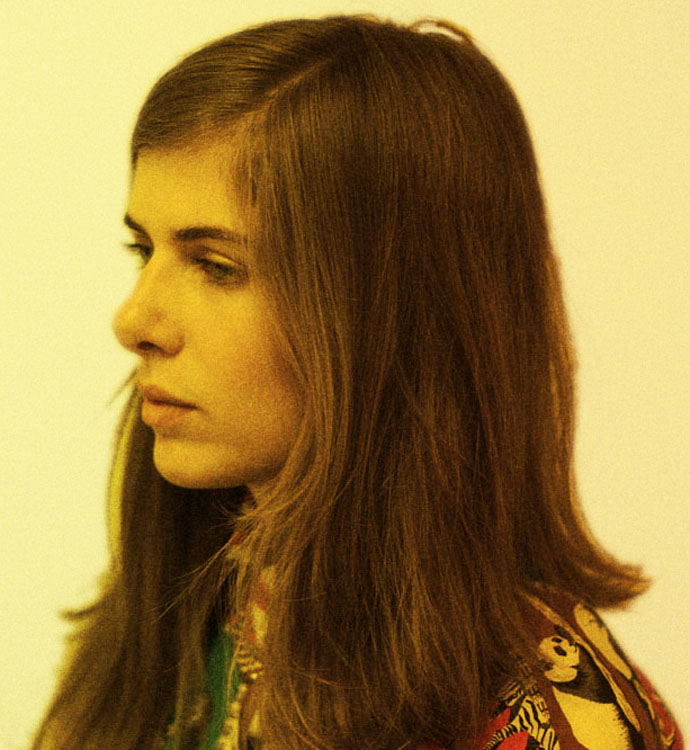
Laurel Halo

- Laurel Halo - ローレル・ヘイロー
- Mark Pritchard
- Martyn
- Pressure
- quarta330
- Samiyam
- Scratcha DVA
- Spaceape
- Zomby